# الرياض الخضراء
الرياض الخضراء هو أحد مشاريع الرياض الأربعة الكبرى التي أطلقها الملك سلمان بن عبد العزيز في مارس 2019، وتقوم عليها لجنة المشاريع الكبرى برئاسة الأمير محمد بن سلمان، وتأتي في إطار تحقيق أحد أهداف رؤية السعودية 2030 برفع تصنيف مدينة الرياض بين نظيراتها من مدن العالم.
ويهدف المشروع إلى رفع نصيب الفرد من المساحة الخضراء في المدينة من 1.7 متر مربع حالي، إلى 28 متراً مربعاً، بما يعادل 16 ضعفاً عمّا هي عليه الآن، وزيادة نسبة المساحات الخضراء الإجمالية في المدينة من 1.5% حالياً إلى 9% بما يعادل 541 كيلومتراً مربعاً، وذلك من خلال غراسة أكثر من 7 ملايين ونصف المليون شجرة، في أنحاء الرياض كافة.

## رؤية المشروع

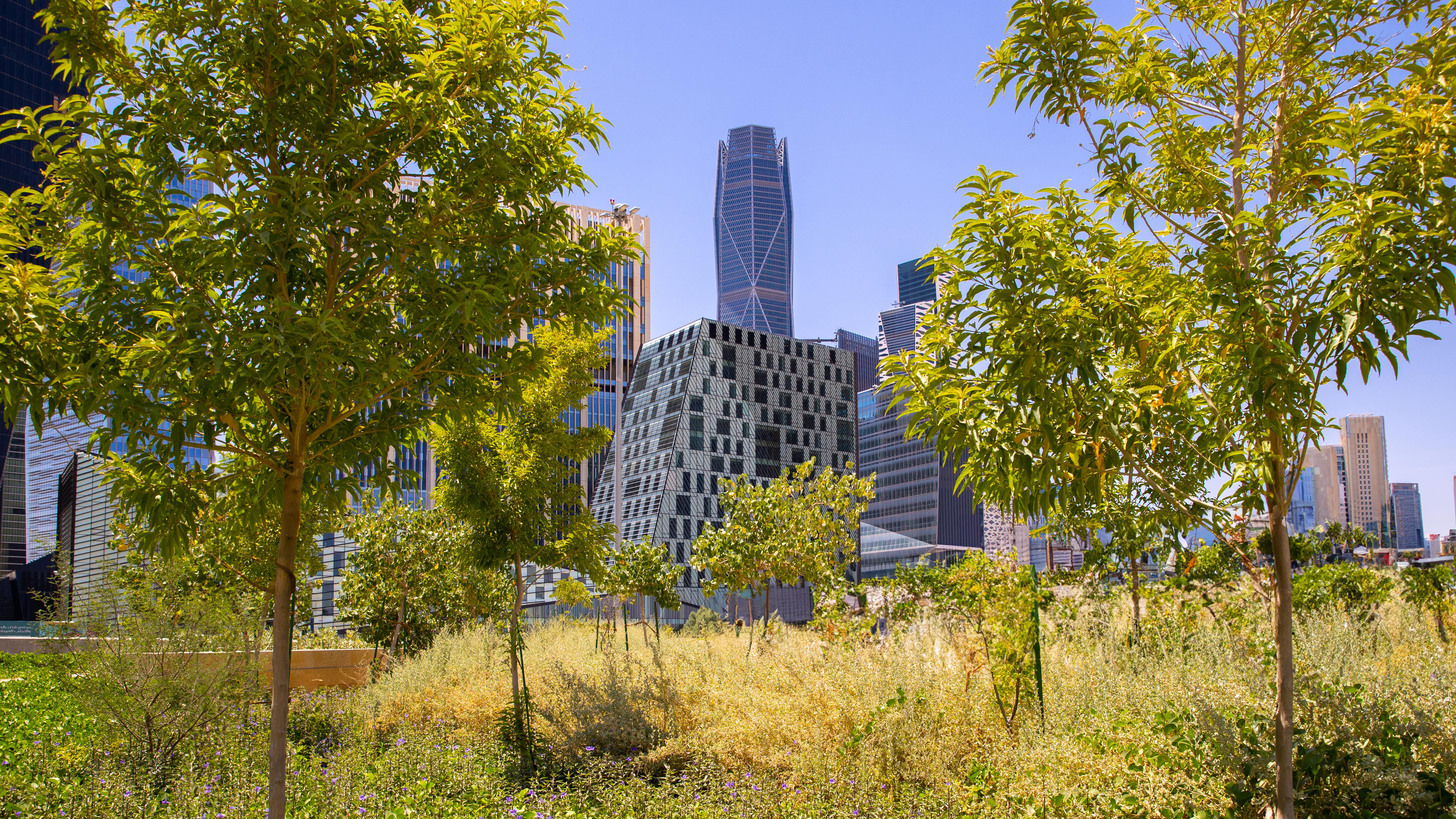
أشجار في الرياض خلفها الأبراج

أن يسهم مشروع الرياض الخضراء، في رفع نصيب الفرد من المساحة الخضراء في المدينة، وزيادة نسبة المساحات الخضراء الإجمالية فيها من خلال إطلاق نشر وتكثيف التشجير في كافة عناصر المدينة ومختلف أرجائها، مع تحقيق الاستغلال الأمثل للمياه المعالجة في أعمال الري، بما يساهم في تحسين جودة الهواء وخفض درجات الحرارة في المدينة، وتشجيع السكان على ممارسة نمط حياة أكثر نشاطاً وحيوية بما ينسجم مع أهداف توجهات «رؤية المملكة 2030».

## مشاريع التشجير

### التشجير
- يشتمل المشروع على زراعة أكثر من 7.5 مليون شجرة في كافة أنحاء مدينة الرياض.
- يشمل المشروع على تشجير العناصر التالية:
  - 330 حديقة حي.
  - 43 متنزها عاما.[4][5][6]
  - 9000 مسجد.
  - 6000 مدرسة.
  - 2000 موقع لمواقف السيارات.
  - 1670 منطقة ومنشأة حكومية.
  - 390 منشأة صحية.
  - 64 جامعة وكلية.
  - 16400 كلم طولي من الطرق والشوارع.
  - 1100 كلم طولي من الأحزمة الخضراء ضمن خطوط المرافق العامة (أبراج نقل الكهرباء، أنابيب البترول).
  - 272 كلم طولي من الأودية وروافدها.
  - 175 ألف قطعة أرض فضاء.

### أنواع الأشجار
استخدام 72 نوعاً مختاراً من الأشجار المحلية والملائمة لمدينة الرياض.

### إعادة استعمال المياه المعالجة
- إنشاء شبكة مشاتل لتغذية المشروع بالشتلات والأشجار.
- تطوير التشريعات والضوابط العمرانية لتعزيز التشجير في المشاريع العامة والخاصة.
- تحفيز كافة فئات المجتمع للمشاركة في مبادرات تطوعية ضمن المشروع.

## المبادرات والفعاليات
- في 6 يونيو 2024 أعلن برنامج الرياض الخضراء عن إطلاق مبادرة تشجير مجتمعية بالشراكة مع وزارة الرياضة تحت شعار "شباب خليجي نشط ومسؤول" بمناسبة يوم الشباب الخليجي.[7]
- في يوليو 2024 ، تم بدء التنفيذ لمشروع حديقة الملك عبد العزيز، حيث انطلقت الأعمال التنفيذية الإنشائية على مساحة تبلغ 4،3 مليون متر مربع ومن المتوقع أن ينتهي المشروع بالعام 2027.[8][9]

## وصلات خارجية
- الرياض الخضراء